# A posteriori
A-posteriorikennis is kennis afgeleid uit de ervaring. Het tegengestelde is a-priorikennis, die voorafgaat aan de ervaring of er niet afhankelijk van is. 
Het is een vorm van kennis die gebruikmaakt van een inductieve redenering: de reden bepalen uit het resultaat. 
De Van Dale van 2005 geeft bij a posteriori de volgende toelichting:
- achteraf gedacht, en ook:
- vaststelling of oordeel achteraf

Datgene dus wat uit onderzoek van de feiten blijkt. 

## A-posteriorikans
Het begrip a posteriori wordt ook gebruikt in de kansrekening en statistiek, in het bijzonder in de bayesiaanse statistiek. Men spreekt dan van "a-posteriorikans" in tegenstelling tot "a-priorikans".

### Voorbeelden
Een munt lijkt op het oog zuiver, dus men neemt vooraf (a priori) aan dat de kans op kop 1/2 is. Maar na 100 keer gooien blijkt dat er 80 keer kop is gegooid. Achteraf (a posteriori) gebruikt men deze uitkomst om de inschatting bij te stellen, en men denkt nu dat de kans op kop waarschijnlijk rond de 0,8 ligt.
Via een test bepaalt een arts of een patiënt mogelijk een bepaalde ziekte Z heeft. Van de bevolking heeft een fractie P(Z)=1% de ziekte. Vooraf, a priori, is de kans dat de patiënt de ziekte heeft, de a priori-kans, dus 1%. Van de test zijn de volgende gegevens bekend: de kans P(–|Z)=2% dat de test niet ontdekt dat iemand de ziekte heeft, en de kans P(+|niet Z)=5% dat de test ten onrechte positief is, dat wil zeggen aangeeft dat een gezond persoon de ziekte toch zou hebben. Als de test bij de patiënt een positieve uitslag heeft, wat is dan a posteriori, dus achteraf nu de testuitslag vastligt, de kans op de ziekte? Daartoe berekent men met de regel van Bayes deze a posteriori-kans:
{\displaystyle P(Z|+)={\frac {P(+|Z)P(Z)}{P(+|Z)P(Z)+P(+|nietZ)P(nietZ)}}={\frac {0,98\times 0,01}{0,98\times 0,01+0,05\times 0,99}}\approx 17\%}
A priori, dus voorafgaand aan de test, is de kans op de ziekte 1%. A posteriori, dus bij een positieve testuitslag, is de kans op de ziekte niet 100% maar 17%.

### Voorbeelden van drogredenen
Twee andere voorbeelden zijn klassieke voorbeelden van a posteriori drogredenen uit de kansrekening:
- "Ik dacht net aan jou toen de telefoon ging. Dat kan geen toeval zijn!". Ook hier vind je een opvallende onwaarschijnlijkheid omdat je pas achteraf op het resultaat gaat letten. Als je een experiment zou opzetten waarbij je iedere keer als de telefoon gaat onmiddellijk opschrijft waar je op dat moment aan dacht, vind je wellicht een uitslag die overeenkomt met een normale kansverdeling. De reden is hier het selectief geheugen, alle keren dat de telefoon ging en je aan iets anders dacht vallen niet zo op. Deze drogreden heet cum hoc ergo propter hoc of post hoc ergo propter hoc, afhankelijk van je interpretatie.
- "De bliksem is hier al eens ingeslagen, en de kans dat de bliksem twee keer op dezelfde plaats inslaat is erg klein". De kans dat de bliksem twee keer op dezelfde plaats inslaat is inderdaad klein, maar omdat hij al eens ingeslagen is, is een deel van de waarschijnlijkheid al een zekerheid geworden.